# 內蒙古北方重工業集團
內蒙古北方重工業集團有限公司，簡稱北方重工，中国兵器工业集团公司旗下公司，1954年于包头市成立，即原内蒙古二机厂，后亦称内蒙古第二机械制造集团。公司主要种钢冶炼、铸造、锻造、热处理、机械加工、总装总调、大型矿用车、工程机械、煤机产品、专用车、特种钢及延伸产品等研制產品。其中中外合資特雷克斯北方采矿机械有限公司，以及阿特拉斯工程机械有限公司，生產矿用车產品最多。
旗下北方股份在2000年於上海證券交易所分拆上市。董事長及總裁為李建平。

## 外部連結
- 內蒙古北方重工業集團有限公司 （页面存档备份，存于）